# Perikles (Vorname)
Perikles oder Pericles ist ein männlicher Vorname.

## Herkunft und Bedeutung
Der Name stammt aus dem Altgriechischen (Περικλῆς) und setzt sich zusammen aus den griechischen Elementen περί (peri) für „herum, überaus“ und κλέος (kleos) für „Ruhm“; die Bedeutung könnte also lauten: „rundum berühmt“. Der bekannteste Namensträger ist sicher  Perikles, ein athenischer Staatsmann und General aus dem 5. vorchristlichen Jahrhundert.

## Varianten
- Pericles
- Periklis (neugriechisch)
- Pericle (romanische Sprachen)

## Namensträger
Perikles / Pericles
- zu Personen der Antike: siehe Perikles (Begriffsklärung)

- Perikles Fotopoulos (1931–2003), griechisch-italienischer Schlagersänger und Opernregisseur
- Pericles A. Mitkas (* 1962), griechischer Hochschullehrer für Elektronik und Computer-Ingenieurswesen
- Perikles Monioudis (* 1966), Schweizer Schriftsteller, Journalist und Verleger
- Périclès Pantazis (1849–1884), hauptsächlich in Belgien tätiger griechischer Maler
- Perikles Simon (* 1973), deutscher Sportmediziner und Arbeitsphysiologe

Periklis
- Periklís Iakovákis (* 1979), griechischer Hürdenläufer
- Periklis Ilias (* 1986), griechischer Radrennfahrer
- Periklis Papapetropoulos (* 1969), griechischer Komponist und Lautenist
- Periklis Pierrakos-Mavromichalis (1863–1938), griechischer General, Politiker und Fechter

Pericle
- Pericle Fazzini (1913–1987), italienischer Bildhauer
- Pericle Felici (1911–1982), Kurienkardinal der römisch-katholischen Kirche
- Pericle Ducati (1880–1944), italienischer Klassischer Archäologe und Etruskologe
- Pericle Pagliani (1883–1932), italienischer Mittel- und Langstreckenläufer
- Pericle Patocchi (1911–1968), Schweizer Schriftsteller, Dichter und Lehrer

## Nachweise
1. ↑  behindthename.com: Pericles